# Sultan Azlan Shah Cup
Der Sultan Azlan Shah Cup ist ein Turnier für Hockey-Nationalmannschaften der Herren. Es wurde nach Azlan Shah (1929–2014), dem ehemaligen König von Malaysia benannt. Das Turnier wird jährlich ausgetragen und ist ein wichtiger Bestandteil des internationalen Hockeyveranstaltungskalenders. Der Wettbewerb findet in der Regel im Nationalstadion Bukit Jalil in der Hauptstadt Kuala Lumpur statt. Jedoch wurde die Austragung in den letzten Jahren zumeist in Ipoh im Bundesstaat Perak durchgeführt.
Erstmals wurde dieser Wettbewerb 1983 veranstaltet. Erster Sieger war damals Australien. Deutschland konnte den Titel bis jetzt 1987 und 2001 erringen. Bei dem seit 1999 jährlich ausgetragenen Turnier ist Australien Rekordsieger. Während der COVID-19-Pandemie fiel das Turnier in den Jahren 2020 und 2021 aus.

## Ergebnisse
| Jahr | Sieger                 | Finalist    | Dritter                |
| ---- | ---------------------- | ----------- | ---------------------- |
| 2022 | Malaysia               | Südkorea    | Pakistan               |
| 2019 | Südkorea               | Indien      | Malaysia               |
| 2018 | Australien             | England     | Argentinien            |
| 2017 | Vereinigtes Königreich | Australien  | Indien                 |
| 2016 | Australien             | Indien      | Neuseeland             |
| 2015 | Neuseeland             | Australien  | Indien                 |
| 2014 | Australien             | Malaysia    | Südkorea               |
| 2013 | Australien             | Malaysia    | Südkorea               |
| 2012 | Neuseeland             | Argentinien | Indien                 |
| 2011 | Australien             | Pakistan    | Vereinigtes Königreich |
| 2010 | Indien & Südkorea      |             | Australien             |
| 2009 | Indien                 | Malaysia    | Neuseeland             |
| 2008 | Argentinien            | Indien      | Neuseeland             |
| 2007 | Australien             | Malaysia    | Indien                 |
| 2006 | Niederlande            | Australien  | Indien                 |
| 2005 | Australien             | Südkorea    | Pakistan               |
| 2004 | Australien             | Pakistan    | Südkorea               |
| 2003 | Pakistan               | Deutschland | Neuseeland             |
| 2001 | Deutschland            | Südkorea    | Australien             |
| 2000 | Pakistan               | Südkorea    | Indien                 |
| 1999 | Pakistan               | Südkorea    | Deutschland            |
| 1998 | Australien             | Deutschland | Südkorea               |
| 1996 | Südkorea               | Australien  | Malaysia               |
| 1995 | Indien                 | Deutschland | Neuseeland             |
| 1994 | England                | Pakistan    | Australien             |
| 1991 | Indien                 | Pakistan    | GUS                    |
| 1987 | BR Deutschland         | Pakistan    | Vereinigtes Königreich |
| 1985 | Indien                 | Malaysia    | Pakistan               |
| 1983 | Australien             | Pakistan    | Indien                 |

## Letzte Veranstaltungen
2022 Malaysia
Spielort: Ipoh
| Malaysia | 3:2 | Südkorea |  |

2019 Südkorea
Spielort: Ipoh
| Südkorea | 5:3 nach Penaltyschießen | Indien |  |

2018 Australien
Spielort: Ipoh
| Australien | 2:1 | England |  |

2017 Großbritannien
Spielort: Ipoh
| Australien | 3:4 | Vereinigtes Königreich |  |

2016 Australien
Spielort: Ipoh
| Australien | 4:0 | Indien |  |

2015 Neuseeland
Spielort: Ipoh
| Neuseeland | 5:3 nach Penaltyschießen | Australien |  |

2014 Australien
Spielort: Ipoh
| Australien | 8:3 | Malaysia |  |

2013 Australien
Spielort: Ipoh
| Australien | 3:2 | Malaysia |  |

2012 Neuseeland
Spielort: Ipoh
| Neuseeland | 1:0 | Argentinien |  |

2011 Australien
Spielort: Ipoh
| Australien | 3:2 n. V. | Pakistan |  |

2010 Indien & Südkorea
Spielort: Ipoh
| Indien | Abbruch aufgrund eines Gewitters | Südkorea |  |

2009 Indien
Spielort: Ipoh
| Indien | 3:1 | Malaysia |  |

2008 Argentinien
Spielort: Ipoh
| Argentinien | 2:1 n. V. | Indien |  |

2007 Australien
Spielort: Ipoh
| Australien | 3:1 | Malaysia |  |

2006 Niederlande
Spielort: Kuala Lumpur
| Niederlande | 6:2 | Australien |  |